# Min fantastiske fremmede
Min fantastiske fremmede (internationaler englischsprachiger Titel My Wonderful Stranger) ist ein romantisches Filmdrama von Johanna Pyykkö. Die Premiere der Koproduktion von Norwegen, Schweden und Frankreich war Ende Januar 2024 beim Premiers Plans Film Festival. Mitte März 2024 kam der Film in die norwegischen Kinos.

## Handlung
Die 18-jährige Norwegerin Ebba lebt in Oslo und träumt von der Liebe und von Reichtum. Eines Nachts trifft sie am Hafen, wo sie arbeitet, einen verletzten, wunderschönen Mann. Als sie bemerkt, dass er sich an überhaupt nichts erinnern kann, belügt sie ihn und erzählt ihm, sie seien ein Liebespaar. Ebba nimmt ihn mit zu sich in die Villa, in der sie zur Zeit alleine lebt, und errichtet eine Welt voller Lügen um sie herum. Als sie jedoch Dinge über die Vergangenheit des Fremden herausfindet, bekommt die traute Zweisamkeit Risse.

## Produktion
Regie führte die in Schweden geborene und in Oslo lebende und arbeitende Johanna Pyykkö. Sie besitzt die schwedische und finnische Staatsbürgerschaft und war bei dem Mystery-Thriller Thelma des Norwegers Joachim Trier als Assistentin tätig. Nach einer Reihe von Kurzfilmen gab sie mit Min fantastiske fremmede ihr Regiedebüt bei einem Spielfilm. Pyykkö entwickelte den Film im Jahr 2019 im Next Step Workshop im Rahmen der Semaine de la Critique der Internationalen Filmfestspiele in Cannes. Gemeinsam mit Jørgen Færøy Flasnes schrieb sie auch das Drehbuch für den Film. Zu seinen früheren Arbeiten gehören unter anderem die Drehbücher für den Kurzfilm Generation Mars und die Miniersie Rekyl.
Camilla Godø Krohn, die in der weiblichen Hauptrolle die 18-jährige Ebba spielt, gibt mit Min fantastiske fremmede ihr Debüt als Filmschauspielerin. Auch für Radoslav Vladimirov stellt es das Schauspieldebüt in einem Film dar. Zuvor spielte er in 35 Folgen der bulgarischen Fernsehserie Brüder in einer Hauptrolle Niksan. Christian Skolmen spielte zuvor in einer Vielzahl von Fernsehserien. In der norwegischen Comedy-Fernsehserie Norsemen spielte er Håkon. Zwischen 2020 und 2021 war er in insgesamt 17 Folgen der Fernsehserie Aldri voksen in der Rolle von Andreas zu sehen. Hilde Vernli Hansen spielt Ebbas Mutter. Weitere Rollen wurden mit Hristo Petkov, Laila Goody, Per Gørvell und Jeppe Christoffersen besetzt.
Die Filmmusik komponierten Jakob Lindhagen und Delphine Malaussena. Letztere arbeitete zuvor für Filme wie Moon, 66 Questions von Jacqueline Lentzou, Schrottplatzköter von Jean-Baptiste Durand und die Schwarze Komödie LaRoy von Shane Atkinson.
Die Premiere des Films ist am 25. Januar 2024 beim Premiers Plans Film Festival geplant. Ende Januar, Anfang Februar 2024 wurde er beim Göteborg Film Festival gezeigt. Am 15. März 2024 kam der Film in die norwegischen Kinos.

## Auszeichnungen
Amandaprisen 2024
- Nominierung für die Beste Hauptrolle (Camilla Godø Krohn)[6]

Festival International Music & Cinema Marseille 2024
- Nominierung für den Grand Prix  – „Beste Filmmusik“ (Jakob Lindhagen und Delphine Malaussena)[7]

Lecce European Film Festival 2024
- Nominierung im Wettbewerb[8]

Premiers Plans Film Festival 2024
- Nominierung im Wettbewerb[1]